# Bataille de La Souffel
 (juillet 2025).
Si vous disposez d'ouvrages ou d'articles de référence ou si vous connaissez des sites web de qualité traitant du thème abordé ici, merci de compléter l'article en donnant les références utiles à sa vérifiabilité et en les liant à la section « Notes et références ».
Campagne des Cent-Jours
Septième Coalition
Batailles
Batailles des Cents-Jours
Campagne du duc d'Angoulême
- Ajaccio
- Bonifacio
- Montélimar
- Loriol

Campagne de Belgique
- Ligny
- Quatre-Bras
- Waterloo
- Wavre

Campagne de France de 1815
- Maubeuge
- Huningue
- La Souffel
- Vélizy
- Rocquencourt
- Sèvres
- Issy

Guerre napolitaine
- Panaro
- Ferrare
- Occhiobello
- Carpi
- Casaglia
- Ronco
- Cesenatico
- Pesaro
- Scapezzano
- Tolentino
- Ancône
- Castel di Sangro
- San Germano
- Gaète

Guerre de Vendée et Chouannerie de 1815
- Les Échaubrognes
- L'Aiguillon
- Aizenay
- Sainte-Anne-d'Auray
- Cossé
- Saint-Gilles-sur-Vie
- Redon
- Les Mathes
- Muzillac
- Rocheservière
- Thouars
- Auray
- Châteauneuf-du-Faou
- Guérande
- Fort-la-Latte

La bataille de La Souffel également connue sous le nom de bataille de Souffelweyersheim-Hœnheim a lieu pendant la Campagne des Cent-Jours, en Alsace.

## Historique
Pendant la campagne de Belgique de 1815, le général Jean Rapp, rallié à Napoléon, reçoit le commandement de l'armée du Rhin forte de plus de 20 000 hommes. Rapp est chargé de surveiller la frontière près de Strasbourg et de défendre les Vosges.
Dix jours après Waterloo, Rapp apprend la défaite de Napoléon mais, contrairement aux ordres qui l'engagent à se replier sur Paris, il décide de rester pour ralentir la progression alliée. Il rencontre près de Strasbourg, le IIIe Corps de l'armée autrichienne du Haut-Rhin sous le commandement du prince héritier de Wurtemberg. Le premier jour, l'attaque des troupes allemandes et autrichiennes est repoussée par les Français mais, le lendemain, l'arrivée des troupes russes en renfort décide Rapp à ordonner la retraite sur Strasbourg.
Après la bataille, les habitants de Souffelweyersheim sont accusés par les Austro-Allemands d'avoir soutenu les Français. En conséquence, les Wurtembergeois incendient le village et le maire, George Schaeffer, ainsi que 17 bourgeois du village, accusés d'avoir tiré sur les troupes wurtembergeoises, sont arrêtés et conduits au quartier général du Kronprinz, à Vendenheim pour y être fusillés. Cependant grâce à plusieurs interventions dont celles du pasteur Dannenberger, le Kronprinz Guillaume de Wurtemberg accepte de gracier les otages.